# Czernin
I Czernin, conosciuti anche come Czernin di Chudenic (in ceco: Černínové z Chudenic; tedesco: Czernin von und zu Chudenitz) sono una famiglia nobile boema fra le più antiche e prestigiose del Regno di Boemia e del Sacro Romano Impero.

## Storia
La famiglia discende dal clan dei "Drslavici", come molte altre famiglie boeme. Il primo portatore noto del nome di famiglia fu "Comes" e Camerarius regis (1199-1212) Cernin de Chudenic (11?? - 12??). Il nome della famiglia si riferisce alla città di Chudenice nella Boemia occidentale, che era in loro possesso dal XIII secolo fino al 1945. Il 18 maggio 1607, la famiglia Czernin fu elevata al rango di Reichsfreiherrenstand (baroni imperiali) con il titolo "Freiherr von Chudenitz" (Barone di Chudenitz, ceco: svobodný pán z Chudenic) e, il 15 marzo 1623, al Reichsgrafenstand con il titolo di "Reichsgraf von Chudenitz" (conti di Chudenitz, ceco: hrabě z Chudenic). Nel 1716, Franz Josef, conte Czernin von und zu Chudenitz ricevette il permesso dall'Imperatore per il titolo ereditario di "Regierer des Hauses Neuhaus" (Sovrano della Casa di Hradec). Oggi, la maggior parte dei membri della famiglia Czernin vive nella Repubblica Ceca, in Austria e nel Regno Unito.

## Leggende
Una leggenda narra che circa 1000 anni fa il re avesse avuto un conflitto con un nobile boemo. Era così arrabbiato con lui, che mandò le sue truppe nel castello del nobile. I soldati uccisero tutta la famiglia tranne un bambino, la cui badante lo aveva nascosto in un bollitore in cucina. Quando i soldati si ritirarono, la gente trovò il bambino piccolo nel bollitore e lodarono Dio per il miracolo. Il ragazzo fu chiamato Czernin, che significa "Il nero" in ceco, perché era nero su tutta la faccia dopo essere rimasto nel bollitore. Il re fu così impressionato dalla lealtà della gente che perdonò la famiglia del piccolo Czernin.

## Baroni di Chudenitz (1607)
- Humprecht (1570-1632), I barone di Chudenitz,

Titolo elevato a contea

## Conti di Chudenitz (1623)
- Johann (m. 1580), I conte di Chudenitz
- Hermann (1576-1651), II conte di Chudenitz
- Humprecht Johann (1628-1682), III conte di Chudenitz
- Hermann Jakob (1659-1710), IV conte di Chudenitz
- Franz Joseph (1697-1733), V conte di Chudenitz
- Prokop Adalbert (1726-1777), VI conte di Chudenitz
- Johann Rudolf (1757-1845), VII conte di Chudenitz
- Eugen I Karl (1796-1868), VIII conte di Chudenitz
- Jaromir (1818-1908), IX conte di Chudenitz
- Eugen II Jaromir (1851-1925), X conte di Chudenitz
- Rudolf (1881-1928), XI conte di Chudenitz, cugino del precedente
- Jaromir (1908-1966), XII conte di Chudenitz
- Josef (1920-?), XIII conte di Chudenitz, cugino del precedente
- Stanislaus, XIV conte di Chudenitz

## Membri notabili
- Hubertus von Czernin (1956–2006), giornalista
- Otto von Czernin (1875–1962), diplomatico
- Ottokar Czernin (1872–1932), politico
- Peter Czernin (1966– ), erede al titolo
- Tomáš Czernin (1962– ), politico